# Intercontinental Le Mans Cup
Der Intercontinental Le Mans Cup (kurz auch ILMC) war eine vom Automobile Club de l’Ouest organisierte Langstreckenrennserie, die 2010 und 2011 nach den Regeln und Richtlinien der 24 Stunden von Le Mans ausgetragen wurde.

## Die Meisterschaft
Die Rennen des Intercontinental Le Mans Cup umfassten ausgewählte Veranstaltungen der kontinentalen Le Mans-Rennserien wie der American Le Mans Series, der europäischen Le Mans Series und der Asian Le Mans Series. In der Debüt-Saison 2010 umfasste der Cup drei Veranstaltungen in Silverstone, Road Atlanta und Zhuhai. Für die Saison 2011 wurde der Rennkalender auf sieben Veranstaltungen, zu denen auch das 24-Stunden-Rennen von Le Mans zählt, ausgeweitet.
Gekürt wurden am Ende der Saison der beste Hersteller der Klassen LMP1 und GT2/GTE sowie das beste Team je Fahrzeugklasse. Eine Fahrerwertung existiert nicht.
Dem Intercontinental Le Mans Cup wurde zur Saison 2012 vom Automobil-Weltverband FIA Weltmeisterschafts-Status verliehen und zählt fortan zur World Endurance Championship (WEC).

## Meister
| Saison | LMP1          | LMP1       | LMP2             | GT1                | GT2/GTE-Pro            | GT2/GTE-Pro | GTE-Am             |
| Saison | Team          | Hersteller | Team             | Team               | Team                   | Hersteller  | Team               |
| ------ | ------------- | ---------- | ---------------- | ------------------ | ---------------------- | ----------- | ------------------ |
| 2010   | Peugeot Sport | Peugeot    | OAK Racing       | Larbre Compétition | Team Felbermayr-Proton | Ferrari     | nicht ausgetragen  |
| 2011   | Peugeot Sport | Peugeot    | Signatech Nissan | nicht ausgetragen  | AF Corse               | Ferrari     | Larbre Compétition |

Anmerkungen
1. ↑  2010 GT2, 2011 GTE-Pro